# 이산사건시스템 명세
이산사건 시스템 명세(Discrete Event System Specification, 이하 DEVS)는 애리조나 대학교의 교수인 버나드 P. 지글러(Bernard P. Zeigler) 가 고안한 모형화를 위한 계층적 형식론(形式論, formalism)으로 사건의 발생에 따라 상태가 변하는 관점에서 시스템의 동적인 변화를 기술한다.

## 역사
DEVS 형식론은 지글러가 자신의 박사학위 논문을 작성하던 중 오토마타에서부터 (1) 입력 사건에 의해서 상태가 천이(遷移, transition)되거나 (2) 시간의 흐름에 따라서 내부적으로 상태 천이가 가능한 방법론을 고안하게 된다. 그는 1976년에 출간된 그의 첫 번째 저서인 Theory of Modeling and Simulation에서 이러한 방법론을 미분방정식으로 표현되는 연속 시스템(continuous system)과 차분방정식(difference equation)으로 표현되는 이산시간시스템(discrete time system)과 비교하여 설명하였다.

## 형식론
DEVS는 수학적으로 크게 원소 모델과 연결 모델로 구성된다.

### 원소 모델
원소 DEVS 모델은 (1) 입력 사건에 의한 상태의 천이와 (2) 시간 진행에 따른 내부 상태의 천이를 기술하기 위해서, 다음의 7개의 요소를 이용한다.
{\displaystyle M=\,<X,Y,S,ta,\delta _{ext},\delta _{int},\lambda >\,}
여기서

- {\displaystyle X}는 입력 사건 집합(set of input events)을 의미한다.
- {\displaystyle Y}는 출력 사건 집합(set of output events)을 의미한다.
- {\displaystyle S}는 상태 집합(set of states)을 의미한다.
- {\displaystyle ta:S\rightarrow \mathbb {R} _{[0,\infty ]}}는 시간 전진 함수(time advance function)로서, 어떤 상태에 얼마나 머물 수 있는가를 기술하는 데 사용된다.
  - 여기서 {\displaystyle \mathbb {R} _{[0,\infty ]}}는 무한대(infinity)를 포함한 비음(non-negative)의 실수 집합을 의미한다.

- {\displaystyle \delta _{ext}:Q\times X\rightarrow S}는 외부 상태 천이함수(external transition function)로서, 외부의 입력 사건이 원소 모델의 상태를 어떻게 변화시키는가를 기술하는 데 사용된다.
  - 여기서 {\displaystyle Q=\{(s,t_{e})|s\in S,t_{e}\in ([0,\infty )\cap [0,ta(s)])\}}는 총 상태(total state) 집합을, {\displaystyle t_{e}}는 최근 사건 발생 이후부터의 소요시간(elapsed time)을 각각 의미한다.

- {\displaystyle \delta _{int}:S\rightarrow S}는 내부 상태 천이함수(internal transition function)로서, 외부의 입력사건과 무관하게 소요시간이 현 상태의 수명(lifespan)에 도달 했을 때에 다음 상태로 바뀌는 현상을 기술하는 데 사용된다.
- {\displaystyle \lambda :S\rightarrow Y}는 출력 함수(output function)로서, 내부상태 천이가 발생하는 시점에서 외부로 출력 사건을 발생하는 것을 기술하는 데 사용된다.

### 연결 모델
연결 DEVS 모델은 DEVS모델을 연결하여 커다란 시스템을 만들고, 또 그 시스템이 더 큰 시스템의 부품으로 사용될 수 있도록 하는 기능을 제공한다. 따라서 DEVS 형식론을 사용할 경우 모델을 부품화(部品化, modular)하고 계층적으로 개발할 수 있는 장점이다.
다음 8개의 요소로 정의된다.
{\displaystyle N=\,<X,Y,D,\{M_{i}\},C_{xx},C_{yx},C_{yy},Select>\,}
여기서

- {\displaystyle X}는 입력 사건 집합(set of input events)을 의미한다.
- {\displaystyle Y}는 출력 사건 집합(set of output events)을 의미한다.
- {\displaystyle D}는 구성 모델의 이름 집합(name set of sub-components)을 의미한다.
- {\displaystyle \{M_{i}\}}는 구성 모델 집합(set of sub-components)을 의미한다. 여기서, 한 {\displaystyle i\in D}에 대한 {\displaystyle M_{i}}는 원소 DEVS 모델이거나 연결 DEVS 모델이다.
- {\displaystyle C_{xx}\subseteq X\times \bigcup _{i\in D}X_{i}} 은 입력 연결 집합(set of external input couplings)을 의미한다.
- {\displaystyle C_{yx}\subseteq \bigcup _{i\in D}Y_{i}\times \bigcup _{i\in D}X_{i}} 은 내부 연결 집합(set of internal couplings)을 의미한다.
- {\displaystyle C_{yy}\subseteq \bigcup _{i\in D}Y_{i}\times Y}는 출력 연결 집합(set of external output couplings)을 의미한다.
- {\displaystyle Select:2^{D}\rightarrow D}는 동률 해결 함수(tie-breaking function)로서, 구성 모델 중에 동일한 시점의 내부 상태 천이 일정을 갖는 복수의 모델이 존재할 때에 어떤 모델을 선택할지를 기술할 때에 사용된다.

## 참고 문헌
- [Cellier91] Francois E. Cellier (1991). 《Continuous System Modeling》 fir판. Springer. ISBN 978-0387975023.
- [CK06] Francois E. Cellier and Ernesto Kofman (2006). 《Continuous System Simulation》 fir판. Springer. ISBN 978-0387261027.
- [Zeigler68] Bernard Zeigler (1968). 《On the Feedback Complexity of Automata》 Ph.D. Thesis판. University of Michigan.
- [Zeigler76] Bernard Zeigler (1976). 《Theory of Modeling and Simulation》 fir판. Wiley Interscience, New York.
- [Zeigler84] Bernard Zeigler (1984). 《Multifacetted Modeling and Discrete Event Simulation》. Academic Press, London; Orlando. ISBN 978-0127784502.
- [Zeigler87] Bernard Zeigler (1987). “Hierarchical, modular discrete-event modelling in an object-oriented environment”. 《SIMULATION》: 219–230.
- [ZKP00] Bernard Zeigler, Tag Gon Kim, Herbert Praehofer (2000). 《Theory of Modeling and Simulation》 seco판. Academic Press, New York. ISBN 978-0127784557.